# El príncipe
El príncipe (en el original en italiano, Il principe) es un tratado político del siglo XVI del diplomático y teórico político italiano Nicolás Maquiavelo. Según la correspondencia del autor, una versión parece haber sido distribuida en 1513, usando el título en latín De Principatibus (El liderazgo). Sin embargo, la versión impresa no se publicó hasta 1532, cinco años después de su muerte. Esto se hizo con el permiso del papa Clemente VII, pero mucho antes de eso, de hecho, desde la primera aparición del manuscrito El príncipe, el texto ya representaba una obra controvertida.
Aunque fue escrito como si fuera un trabajo tradicional en el estilo instrucción de príncipes, en general se acepta que fue especialmente innovador. Esto es solo en parte porque fue escrito en el italiano vernáculo en lugar del latín, una práctica que se había vuelto cada vez más popular desde la publicación de la Divina comedia de Dante Alighieri y otras obras de la literatura del Renacimiento.
El príncipe a veces se dice que es una de las primeras obras de filosofía moderna, especialmente de filosofía política, en la que se considera que la verdad efectiva es más importante que cualquier ideal abstracto. También estaba en conflicto directo con las doctrinas dominantes católicas y escolástica de la época con respecto a la política y la ética.
Aunque es relativamente corto, el tratado es el más recordado de las obras de Maquiavelo y el responsable de poner la palabra «maquiavélico» en uso como un término peyorativo. Incluso contribuyó a las connotaciones negativas modernas de las palabras «política» y «político» en los países occidentales. En términos de materia, se superpone con el mucho más largo Discursos sobre la primera década de Tito Livio, que fue escrito unos años más tarde. 
Las descripciones dentro de El príncipe tienen el tema general de aceptar que los objetivos de los príncipes, como la gloria y la supervivencia, pueden justificar el uso de medios inmorales para lograr esos fines: 

El que descuida lo que se hace por lo que debe hacerse, antes afecta su ruina que su preservación.

En respuesta a El príncipe, el rey Federico II de Prusia escribió el Antimaquiavelo.

## Contenido
Cada parte de El príncipe ha sido comentada durante siglos. La obra tiene una estructura reconocible, en su mayor parte indicada por el propio autor. Se puede resumir como sigue:

### Capítulos 1-2. La materia: nuevos principados
El príncipe comienza describiendo el tema que manejará. En la primera oración, Maquiavelo usa la palabra «Estado» (en italiano Stato, que también podría significar «estado») para cubrir neutralmente «todas las formas de organización del poder político supremo, ya sea republicano o principesco». La forma en que la palabra «Estado» adquirió este tipo moderno de significado durante el Renacimiento ha sido objeto de muchas discusiones académicas, y esta oración y otras similares en las obras de Maquiavelo se consideran particularmente importantes.
Maquiavelo dijo que El príncipe se referiría a los principados, mencionando que ha escrito sobre repúblicas en otros lugares (posiblemente refiriéndose a los Discursos sobre Livio, aunque esto se debate), pero en realidad mezcla la discusión de las repúblicas en esto en muchos lugares: efectivamente trata a las repúblicas como un tipo de principado, y uno con mucha fuerza. Más importante, y menos tradicional, distingue a los nuevos principados de los principados hereditarios establecidos. En el capítulo 2 trata con los principados hereditarios rápidamente y dice que son mucho más fáciles de gobernar. Para tal príncipe, «a menos que los vicios extraordinarios hagan que lo odien, es razonable esperar que sus súbditos estén naturalmente bien dispuestos hacia él».
Esta categorización de los tipos de régimen es también «no aristotélica» y, aparentemente, más simple que el tradicional encontrado, por ejemplo, en la Política de Aristóteles, que divide a los regímenes en aquellos gobernados por un solo monarca, una oligarquía o por el pueblo, en una democracia. También ignora las distinciones clásicas entre las formas buenas y las corruptas, por ejemplo, entre la monarquía y la tiranía.
Maquiavelo divide el tema de los nuevos Estados en dos tipos, casos «mixtos» y Estados puramente nuevos.

### Capítulos 3-5. Principados mixtos
Los nuevos principados son totalmente nuevos o principados construidos sobre la base de anteriores, lo que significa que son partes nuevas de un estado anterior, que ya pertenecen a ese príncipe.

#### Capítulo 3. Nuevas conquistas agregadas a estados anteriores
Maquiavelo generaliza que había varias formas romanas virtuosas para mantener una provincia recién adquirida, usando una república como un ejemplo de cómo pueden actuar los nuevos príncipes:
- para instalar el principio de uno en la nueva adquisición, o para instalar colonias de su gente allí, lo que es mejor;
- para complacer a las potencias menores del área sin aumentar su poder;
- para derribar a los poderosos;
- no permitir que una potencia extranjera gane reputación.

De manera más general, Maquiavelo enfatiza que uno debe tener en cuenta no solo los problemas actuales sino también los futuros. Uno no debe «disfrutar el beneficio del tiempo», sino el beneficio de su virtud y prudencia, porque el tiempo puede traer tanto el mal como el bien.

#### Capítulo 4. Reinos conquistados
En este capítulo, Maquiavelo se refiere a la naturaleza de los reinos conquistados y cómo esta puede ser determinante para su conquista y posesión; para lo cual ilustra dos ejemplos concretos.
En primer lugar, la Francia del siglo XVI, un reino gobernado por un rey y un conjunto de aristócratas de linaje que actuaban como ministros. Según Maquiavelo, este tipo de reinos son más fáciles de conquistar, puesto que es más fácil exacerbar el conflicto entre el rey y los miembros del Gobierno, incitando a una rebelión que puede terminar con el derrocamiento del rey. Sin embargo, este tipo de principados son más difíciles de mantener, puesto que los miembros de la aristocracia pueden en algún momento levantarse bajo la figura de su linaje por el reclamo del poder.
En segundo lugar, se menciona al Imperio persa de Darío III, conquistado por Alejandro Magno. Principados como este se encuentran gobernados por un rey que centraliza el poder en su persona; esta condición hace que se necesite un enfrentamiento directo contra el rey y su linaje, para que una vez exterminados sea posible hacerse con sus posesiones. Estos principados son más difíciles de conquistar pero mucho más fáciles de conservar.

#### Capítulo 5. Estados libres conquistados, con sus propias leyes y órdenes
Gilbert (1938, p. 34) señala que este capítulo es bastante atípico de cualquier libro anterior para príncipes. Gilbert supuso que la necesidad de discutir la conquista de las repúblicas libres está vinculada al proyecto de Maquiavelo de unir a Italia, que contenía algunas repúblicas libres. Como también señala, el capítulo, en cualquier caso, deja claro que mantener ese estado es muy difícil para un príncipe. Maquiavelo da tres opciones:
- Destruirlos, como Roma destruyó Cartago, y también como Maquiavelo dice que los romanos finalmente tuvieron que hacer en Grecia, a pesar de que habían querido evitarlo.
- Fijar su lugar de residencia ahí (o instalar colonias, si eres un príncipe de una república).
- Permitirles mantener sus propias órdenes pero instalar un régimen títere, la peor opción de todas según el autor.

### Capítulos 6-8. Estados totalmente nuevos

#### Capítulo 6. Conquistas en virtud
Los príncipes que suben al poder a través de sus propias habilidades y recursos (su «virtud») en lugar de la suerte tienden a tener dificultades para llegar a la cima, pero una vez que llegan a la cima, están muy seguros en su posición. Esto se debe a que efectivamente aplastan a sus oponentes y se ganan un gran respeto de todos los demás. Debido a que son fuertes y más autosuficientes, tienen que hacer menos compromisos con sus aliados.  

#### Capítulo 7. Compromisos
Maquiavelo escribe que reformar un orden existente es una de las cosas más peligrosas y difíciles que un príncipe puede hacer. Parte de la razón es que las personas son naturalmente resistentes al cambio y la reforma. Aquellos que se beneficiaron del antiguo orden se resistirán al cambio muy ferozmente. En contraste, aquellos que pueden beneficiarse del nuevo orden serán menos feroces en su apoyo, porque el nuevo orden no es familiar y no están seguros de que cumplirán sus promesas. Además, es imposible para el príncipe satisfacer las expectativas de todos. Inevitablemente, decepcionará a algunos de sus seguidores. Por lo tanto, un príncipe debe tener los medios para forzar a sus partidarios a seguir apoyándolo incluso cuando comienzan a tener dudas, de lo contrario perderá su poder. Solo los profetas armados, como Moisés, logran un cambio duradero. Maquiavelo afirma que Moisés mató a incontables números de su propio pueblo para hacer cumplir su voluntad.
Maquiavelo no fue el primer pensador en notar este patrón. Allan Gilbert escribió: «Al desear nuevas leyes y al mismo tiempo ver el peligro en ellas, Maquiavelo no era un innovador en sí mismo», porque esta idea era tradicional y podía encontrarse en los escritos de Aristóteles. Pero Maquiavelo fue mucho más lejos que cualquier otro autor en su énfasis en este objetivo, y Gilbert asocia el énfasis de Maquiavelo en objetivos tan drásticos con el nivel de corrupción que se encuentra en Italia.

#### Capítulo 8. Conquista por fortuna, es decir, por la virtud de otra persona
Según Maquiavelo, cuando un príncipe llega al poder a través de la suerte o las bendiciones de figuras poderosas dentro del régimen, por lo general, le resulta fácil ganar poder, pero le cuesta mantenerlo después, porque su poder depende de la buena voluntad de sus benefactores. Él no ordena la lealtad de los ejércitos y oficiales que mantienen su autoridad, y estos pueden ser retirados de él a su antojo. Habiéndose levantado de la manera más fácil, ni siquiera es seguro que un príncipe así tenga la habilidad y la fuerza para pararse sobre sus propios pies.
Esto no es necesariamente cierto en todos los casos. Maquiavelo cita a César Borgia como un ejemplo de un príncipe afortunado que escapó de este patrón. A través de maniobras políticas astutas, logró asegurar su base de poder. César fue nombrado comandante de los ejércitos papales por su padre, el papa Alejandro VI, pero también dependió en gran medida de los ejércitos mercenarios leales a los hermanos Orsini y del apoyo del rey francés. Borgia se ganó la lealtad de los seguidores de los hermanos Orsini con mejores salarios y prestigiosos cargos gubernamentales. Cuando algunos de sus capitanes mercenarios comenzaron a conspirar contra él, los encarceló y ejecutó. Cuando parecía que el rey de Francia lo abandonaría, Borgia buscó nuevas alianzas.
Finalmente, Maquiavelo señala que traer nuevos beneficios a un pueblo conquistado no será suficiente para cancelar el recuerdo de viejas lesiones, una idea que Allan Gilbert dijo que se puede encontrar en Tácito y Séneca el Joven.

#### Capítulo 9. Del principado civil
Un «principado civil» es aquel en el que un ciudadano llega al poder «no a través del crimen u otra violencia intolerable», sino por el apoyo de sus conciudadanos. Esto, dice, no requiere virtudes ni fortunas extremas, solo «astucia afortunada».
Maquiavelo hace una distinción importante entre dos grupos que están presentes en cada ciudad y tienen apetitos muy diferentes que los impulsan: la «nobleza» y la «gente». Los nobles desean oprimir y gobernar al pueblo, mientras que el pueblo desea no ser gobernado u oprimido. Un principado no es el único resultado posible de estos apetitos, porque también puede conducir a la «libertad» o «licencia».
Un «principado» es puesto en su lugar por la «nobleza» o la «gente» cuando tienen la oportunidad de tomar el poder, pero encuentran resistencia por el otro lado. Asignan a un líder que puede ser popular para la gente, mientras que los nobles defienden a una autoridad fuerte que beneficie a la nobleza, y esté en contra del pueblo.

Maquiavelo continúa diciendo que un príncipe que obtiene poder a través del apoyo de los nobles tiene más dificultades para mantenerse en el poder que alguien elegido por la gente común; ya que el primero se encuentra rodeado de personas que se consideran sus iguales. Tiene que recurrir a medidas malévolas para satisfacer a los nobles.
 Uno no puede, con un trato justo, y sin lastimar a los demás, satisfacer a los nobles, pero puede satisfacer a la gente, porque su objeto es más justo que el de los nobles, los primeros desean oprimir, mientras que los últimos no desean ser oprimidos 
También un príncipe no puede permitirse mantener a la gente común hostil, ya que son más cuantiosos en número mientras que los nobles son más pequeños en cantidad.
Por lo tanto, los grandes deben ser hechos y deshechos cada día. Hay dos tipos de grandes personas que podrían encontrarse:
1. Los que están atados al príncipe. Con respecto a estos, es importante distinguir entre dos tipos de grandes personas obligadas, las que son rapaces y las que no lo son. Es este último quien puede y debe ser honrado.
2. Los que no están atados al nuevo príncipe. Una vez más, estos deben dividirse en dos tipos: aquellos con un espíritu débil (un príncipe puede hacer uso de ellos si son de buen consejo) y aquellos que deben ser atados debido a su propia ambición (estos deben ser observados y temidos como enemigos).

Cómo ganarse a la gente depende de las circunstancias. Maquiavelo aconseja:
- No te asustes en la adversidad.
- Uno debe evitar gobernar a través de los magistrados, si desea poder «ascender» a un gobierno absoluto de forma rápida y segura.
- Uno debe asegurarse de que las personas necesiten al príncipe, especialmente si llega un momento de necesidad.

### Capítulo 10. Cómo juzgar la fuerza de los principados
La manera de juzgar la fuerza de un principado es ver si puede defenderse o si necesita depender de aliados. Esto no solo significa que las ciudades deben estar preparadas y las personas capacitadas; un príncipe que es odiado también está expuesto.

### Capítulo 11. Principados eclesiásticos
Este tipo de «principado» se refiere, por ejemplo, explícitamente a la Iglesia católica, que por supuesto no se considera tradicionalmente como un principado. Según Maquiavelo, estos son relativamente fáciles de mantener, una vez fundados. No necesitan defenderse militarmente, ni gobernar a sus súbditos.
Maquiavelo discute la historia reciente de la Iglesia como si fuera un principado que estaba en competencia para conquistar Italia contra otros príncipes. Señala el faccionalismo como un punto débil histórico en la Iglesia, y señala el ejemplo reciente de la familia Casa de Borja como una mejor estrategia que casi funcionó. A continuación, propone explícitamente que la Casa de Medici ahora están en condiciones de intentar lo mismo.

### Capítulos 12-14. Defensa y milicia
Habiendo discutido los diversos tipos de principados, Maquiavelo recurre a las formas en que un Estado puede atacar a otros territorios o defenderse. Los dos fundamentos más esenciales para cualquier Estado, ya sean antiguos o nuevos, son leyes sólidas y fuerzas militares fuertes. Un príncipe autosuficiente es aquel que puede enfrentarse a cualquier enemigo en el campo de batalla. Debería estar «armado» con sus propios brazos. Sin embargo, un príncipe que se basa únicamente en fortificaciones o en la ayuda de otros y se pone a la defensiva no es autosuficiente. Si no puede formar un ejército formidable, pero debe confiar en la defensa, debe fortificar su ciudad. Es improbable que una ciudad bien fortificada sea atacada, y si lo está, la mayoría de los ejércitos no pueden soportar un asedio prolongado. Sin embargo, durante un asedio, un príncipe virtuoso mantendrá alta la moral de sus súbditos mientras elimina a todos disidentes. Por lo tanto, siempre que la ciudad esté adecuadamente defendida y tenga suficientes suministros, un príncipe sabio puede resistir cualquier asedio.
Maquiavelo se opone firmemente al uso de mercenarios, y en esto fue innovador, y también tuvo experiencia personal en Florencia. Él cree que son inútiles para un gobernante porque son indisciplinados, cobardes y sin ninguna lealtad, y están motivados solo por el dinero. Maquiavelo atribuye la debilidad de las ciudades-Estado italianas a su dependencia de los ejércitos mercenarios.
Maquiavelo también advierte contra el uso de fuerzas auxiliares, tropas prestadas de un aliado, porque si ganan, el empleador está a su favor y si pierden, se arruina. Las fuerzas auxiliares son más peligrosas que las fuerzas mercenarias porque están unidas y controladas por líderes capaces que pueden volverse en contra del empleador.
La principal preocupación para un príncipe debe ser la guerra, o su preparación, no los libros. A través de la guerra, un príncipe hereditario mantiene su poder o un ciudadano privado asciende al poder. Maquiavelo aconseja que un príncipe debe cazar frecuentemente para mantener su cuerpo en forma y aprender el paisaje que rodea su reino. A través de esto, él puede aprender mejor cómo proteger su territorio y avanzar sobre otros. Para su fortaleza intelectual, se le aconseja que estudie a grandes militares para que pueda imitar sus éxitos y evitar sus errores. Un príncipe que es diligente en tiempos de paz estará listo en tiempos de adversidad. Maquiavelo escribe: «así, cuando la fortuna se vuelva contra él, estará preparado para resistirlo».

### Capítulos 14-19. Las cualidades de un príncipe
Cada uno de los siguientes capítulos presenta una discusión sobre una virtud o vicio particular que un príncipe podría tener, y por lo tanto está estructurada de manera que aparece como un consejo tradicional para un príncipe. Sin embargo, el consejo está lejos de ser tradicional.

#### Capítulo 14. El deber de un príncipe sobre asuntos militares
Maquiavelo cree que el objetivo principal de un príncipe debe ser perfeccionar el arte de la guerra. Él cree que al tomar esta profesión, un gobernante podrá proteger su reino. Afirma que «estar desarmado te hace despreciar». Él cree que la única manera de asegurar la lealtad de los soldados es entender los asuntos militares. Las dos actividades que Maquiavelo recomienda practicar para prepararse para la guerra son físicas y mentales. Físicamente, él cree que los gobernantes deberían aprender el paisaje de sus territorios. Mentalmente, alentó el estudio de eventos militares pasados. También advierte contra la ociosidad.

#### Capítulo 15. Reputación de un príncipe
Porque, dice Maquiavelo, quiere escribir algo útil para aquellos que entienden, pensó que era más apropiado «ir directamente a la verdad efectiva (verità effettuale) de la cosa que a la imaginación». Esta sección es una donde el ideal pragmático de Maquiavelo se puede ver más claramente. El príncipe debería, idealmente, ser virtuoso, pero debería estar dispuesto y ser capaz de abandonar esas virtudes si es necesario. Sobre el comportamiento de un príncipe hacia sus súbditos, Maquiavelo anuncia que se apartará de lo que dicen otros escritores y escribe:

Los hombres han imaginado repúblicas y principados que nunca existieron realmente. Sin embargo, la forma en que viven los hombres está tan alejada de la forma en que deberían vivir que cualquiera que abandone lo que es por lo que debería ser persigue su caída en lugar de su preservación; porque un hombre que lucha por la bondad en todos sus actos seguramente arruinará, ya que hay muchos hombres que no son buenos.

Como hay muchas cualidades posibles que se puede decir que un príncipe posee, no debe preocuparse demasiado por tener todas las buenas. Además, un príncipe puede ser percibido como misericordioso, fiel, humano, franco y religioso, pero lo más importante es que "parezca" tener estas cualidades. Un "príncipe" no puede tener realmente estas cualidades porque a veces es "necesario" actuar contra ellos. De hecho, a veces debe elegir deliberadamente el mal. Aunque se debe evitar una mala reputación, a veces es necesario tener una.

#### Capítulo 16. Generosidad contra parsimonia
Si un príncipe es demasiado generoso con sus súbditos, Maquiavelo afirma que no será apreciado y solo provocará codicia por más. Además, ser demasiado generoso no es económico, porque finalmente todos los recursos se agotarán. Esto resulta en impuestos más altos, y traerá dolor al príncipe. Entonces, si decide interrumpir o limitar su generosidad, será etiquetado como un avaro. Así, Maquiavelo resume que protegerse contra el odio de la gente es más importante que construir una reputación de generosidad. Un príncipe sabio debería estar dispuesto a ser más miserable que a ser odiado por tratar de ser demasiado generoso.
Por otro lado: «de lo que no es tuyo o de tus súbditos, uno puede ser un donante mayor, como lo fueron Ciro el Grande, Julio César y Alejandro Magno, porque gastar lo que es de otra persona no te quita la reputación, sino que te la agrega; solo gastar lo tuyo te hace daño».

#### Capítulo 17. Crueldad contra misericordia
Al abordar la cuestión de si es mejor ser amado o temido, Maquiavelo escribe: «La respuesta es que a uno le gustaría ser lo uno y lo otro; pero debido a que es difícil combinarlos, es mucho más seguro ser temido que ser amado si no puedes ser ambos». Como afirma Maquiavelo, los compromisos hechos en paz no siempre se mantienen en la adversidad; sin embargo, los compromisos hechos con miedo se mantienen fuera del miedo. Sin embargo, un príncipe debe asegurarse de no ser temido hasta el punto del odio, lo cual es muy posible.
Este capítulo es posiblemente el más conocido del trabajo, y es importante debido al razonamiento detrás de la famosa idea de Maquiavelo de que es mejor temer que a los amados su justificación es puramente pragmática; como él señala, «los hombres se preocupan menos de hacerle daño a uno que se hace amar a sí mismo que a uno que se hace temer». El miedo es simplemente un medio para un fin, y ese fin es la seguridad para el príncipe. El miedo inculcado nunca debe ser excesivo, ya que podría ser peligroso para el príncipe. Sobre todo, argumenta Maquiavelo, un príncipe no debe interferir con la propiedad de sus súbditos, sus mujeres o la vida de alguien sin una justificación adecuada.
Respecto a las tropas del príncipe, el miedo es absolutamente necesario para mantener unida a una gran guarnición y al príncipe no le debe importar el pensamiento de crueldad en ese sentido. Para un príncipe que dirige su propio ejército, es imperativo que observe la crueldad porque esa es la única forma en que puede obtener el respeto absoluto de sus soldados. Maquiavelo compara dos grandes líderes militares: Aníbal Barca y Escipión el Africano. Aunque el ejército de Aníbal estaba formado por hombres de varias razas, nunca fueron rebeldes porque temían a su líder. Maquiavelo dice que esto requería la «crueldad inhumana» a la que se refiere como una virtud. Los hombres de Escipión, por otro lado, eran conocidos por su motín y disensión, debido a la «excesiva misericordia» de Escipión, que sin embargo era una fuente de gloria porque vivía en una república.

#### Capítulo 18. De qué manera los príncipes deben cumplir su palabra
Maquiavelo nota que un príncipe es elogiado por cumplir su palabra. Sin embargo, también señala que un príncipe también es elogiado por la ilusión de ser confiable en cumplir su palabra. Por lo tanto, un príncipe solo debe cumplir su palabra cuando se adapte a sus propósitos, pero hacer todo lo posible para mantener la ilusión de que cumple su palabra y de que es confiable al respecto. Por lo tanto, un príncipe no debe romper su palabra innecesariamente.
Como señala Maquiavelo: «Debe parecer compasivo, fiel a su palabra, inocente y devoto. Y de hecho debería ser así. Pero su disposición debe ser tal que, si necesita ser lo opuesto, sabe cómo hacerlo». Como se señala en el capítulo 15, el príncipe debe parecer virtuoso y debe ser virtuoso, pero debería poder ser de otra manera cuando el tiempo lo requiere; eso incluye ser capaz de mentir, aunque por mucho que mienta, siempre debe mantener la apariencia de ser sincero.

#### Capítulo 19. Evitar el desprecio y el odio
Maquiavelo observa que la mayoría de los hombres están contentos siempre que no estén privados de sus bienes y mujeres. Un príncipe debe exigir respeto a través de su conducta, porque es poco probable que un príncipe muy respetado por su pueblo enfrente luchas internas. Además, un príncipe que no levanta el desprecio de los nobles y mantiene a la gente satisfecha, asegura Maquiavelo, no debe temer a los conspiradores. Maquiavelo aconseja a los monarcas que tengan temores internos y externos. Los temores internos existen dentro de su reino y se centran en sus súbditos, Maquiavelo advierte a sospechar de todos cuando surgen actitudes hostiles. Los temores externos son de las potencias extranjeras.

### Capítulos 20-25. La prudencia del príncipe

#### Capítulo 20. Si las conquistas dominantes con fortalezas funcionan
Maquiavelo menciona que la colocación de fortalezas en los territorios conquistados, aunque a veces funciona, a menudo falla. Usar fortalezas puede ser un buen plan, pero Maquiavelo dice que debe "culpar a cualquiera que, confiando en las fortalezas, piensa poco en ser odiado por la gente". Citó a Caterina Sforza, quien usó una fortaleza para defenderse pero finalmente fue traicionada por su gente.

#### Capítulo 21. Ganar honores
Un príncipe realmente gana honor al completar grandes hazañas.El Rey Fernando de España es citado por Maquiavelo como un ejemplo de un monarca que ganó estima mostrando su habilidad a través de grandes hazañas y que, en nombre de la religión, conquistó muchos territorios y mantuvo ocupados a sus súbditos para que no tuvieran oportunidad de rebelarse. Con respecto a dos estados en conflicto, Maquiavelo afirma que siempre es más inteligente elegir un lado, en lugar de ser neutral. Maquiavelo proporciona las siguientes razones por las que:
- Si sus aliados ganan, se beneficia si tiene o no más poder del que ellos tienen.
- Si eres más poderoso, entonces tus aliados están bajo tu mando; Si tus aliados son más fuertes, siempre sentirán una cierta obligación contigo por tu ayuda.
- Si tu lado pierde, todavía tienes un aliado en el perdedor.

Maquiavelo también señala que es sabio para un príncipe no aliarse con una fuerza más grande que la suya, a menos que esté obligado a hacerlo. En conclusión, la virtud más importante es tener la sabiduría para discernir qué empresas vendrán con la mayor recompensa y luego perseguirlas con valentía.

#### Capítulo 22. Nobles y personal
La selección de buenos sirvientes se refleja directamente en la inteligencia del príncipe, por lo que si son leales, el príncipe se considera sabio; sin embargo, cuando son de otra manera, el príncipe está abierto a críticas adversas. Maquiavelo afirma que hay tres tipos de inteligencia:
- El tipo que entiende las cosas por sí mismo, que es excelente tener.
- El tipo que entiende lo que otros pueden entender, lo que es bueno tener.
- El tipo que no entiende por sí mismo, ni a través de otros, que es inútil tener.

Si el príncipe no tiene el primer tipo de inteligencia, al menos debería tener el segundo tipo. Porque, como dice Maquiavelo, «un príncipe necesita tener el discernimiento para reconocer lo bueno o lo malo en lo que otro dice o hace, aunque él mismo no tenga perspicacia».

#### Capítulo 23. Evitar aduladores
Este capítulo muestra una baja opinión de los aduladores; Maquiavelo señala que «los hombres están tan felizmente absortos en sus propios asuntos y se entregan a tal autoengaño que es difícil para ellos no ser víctimas de esta plaga; y algunos esfuerzos para protegerse de los aduladores implican el riesgo de ser despreciado». Los aduladores eran vistos como un gran peligro para un príncipe, ya que su adulación podía hacer que evitara los consejos sabios en favor de una acción imprudente, pero evitando todo consejo, adulación o rechazo. De lo contrario, era igualmente malo: había que tomar un camino intermedio. Un príncipe prudente debe tener un grupo selecto de consejeros sabios para aconsejarlo con sinceridad sobre asuntos todo el tiempo. Todas sus opiniones deben ser tenidas en cuenta. En última instancia, la decisión debe ser tomada por el príncipe y llevada a cabo absolutamente. Si un príncipe es dado a cambiar de opinión, su reputación sufrirá. Un príncipe debe tener la sabiduría para reconocer los buenos consejos de los malos. Maquiavelo da un ejemplo negativo en el emperador Maximiliano I; Maximiliano, que era secreto, nunca consultó a otros, pero una vez que ordenó sus planes y se encontró con la disidencia, los cambió de inmediato.

#### Capítulo 24. Por qué los príncipes de Italia perdieron sus Estados
Después de mencionar por primera vez que un nuevo príncipe puede llegar a ser tan respetado como uno hereditario, Maquiavelo dice que los príncipes en Italia que tenían un poder de larga data y lo perdieron no pueden culpar a la mala suerte, sino que deberían culpar a su propia indolencia. Uno «nunca debe caer en la creencia de que puedes encontrar a alguien que te recoja». Todos mostraron un defecto de armas (ya discutido) y o bien tenían una población hostil o no sabían asegurarse con los grandes.

#### Capítulo 25. Fortuna
Como lo señaló Gilbert (1938) era tradicional en el género de instrucción de príncipes mencionar la fortuna, pero «la fortuna invade al príncipe, ya que ella no hace ningún otro trabajo simila». Maquiavelo argumenta que la fortuna es solo el juez de la mitad de nuestras acciones y que tenemos control sobre la otra mitad con «sudor», prudencia y virtud. Incluso más inusual, en lugar de simplemente sugerir cautela como una manera prudente de tratar de evitar la peor de las malas fortunas, Maquiavelo sostiene que los príncipes más grandes de la historia tienden a ser aquellos que asumen más riesgos y ascienden al poder a través de su propio trabajo, virtud, prudencia, y particularmente por su capacidad para adaptarse a circunstancias cambiantes.
Maquiavelo incluso alienta la toma de riesgos como reacción al riesgo. En una metáfora bien conocida escribe: 

Es mejor ser impetuoso que cauteloso, porque la fortuna es una mujer y es necesario, si uno quiere sujetarla, golpearla y golpearla
Nicolás Maquiavelo

Señala que el historiador y diplomático Francesco Guicciardini, amigo de Maquiavelo, expresó ideas similares sobre la fortuna. De Alvarez (1999, pp. 125-30) señala que lo que realmente dice Maquiavelo es que los italianos en su tiempo dejan las cosas no solo a la fortuna, sino a «la fortuna y Dios». Maquiavelo está indicando en este pasaje, como en otros en sus obras, que el cristianismo en sí mismo estaba haciendo a los italianos indefensos y perezosos con respecto a su propia política, como si dejarían ríos peligrosos sin control. Maquiavelo compara la fortuna con un río torrencial que no se puede controlar fácilmente durante la temporada de inundaciones. Sin embargo, en períodos de calma, las personas pueden erigir diques y diques para minimizar su impacto. La fortuna, argumenta Maquiavelo, parece golpear los lugares donde no se ofrece resistencia, como había sido el caso recientemente en Italia.

### Capítulo 26. Exhortación para apoderarse de Italia y liberarla de los bárbaros
El papa León X en el momento en que se escribió el libro era miembro de la familia de los Medici. Este capítulo apela directamente a los Medici para utilizar lo que se ha resumido para conquistar Italia con ejércitos italianos, siguiendo los consejos del libro.Gilbert (1938, pp. 222–30) demostró que incluir tal exhortación no era inusual en el género de libros llenos de consejos para príncipes. Pero es inusual que la posición del poder papal de la familia Medici se nombre abiertamente como algo que debe usarse como una base de poder personal, como una herramienta de la política secular. De hecho, un ejemplo son los intentos «recientes» y controvertidos de la familia Borgia de usar el poder de la iglesia en políticas seculares, a menudo brutalmente ejecutadas. Esto continúa un tema controvertido a lo largo del libro.